# Cyfrowa linia abonencka

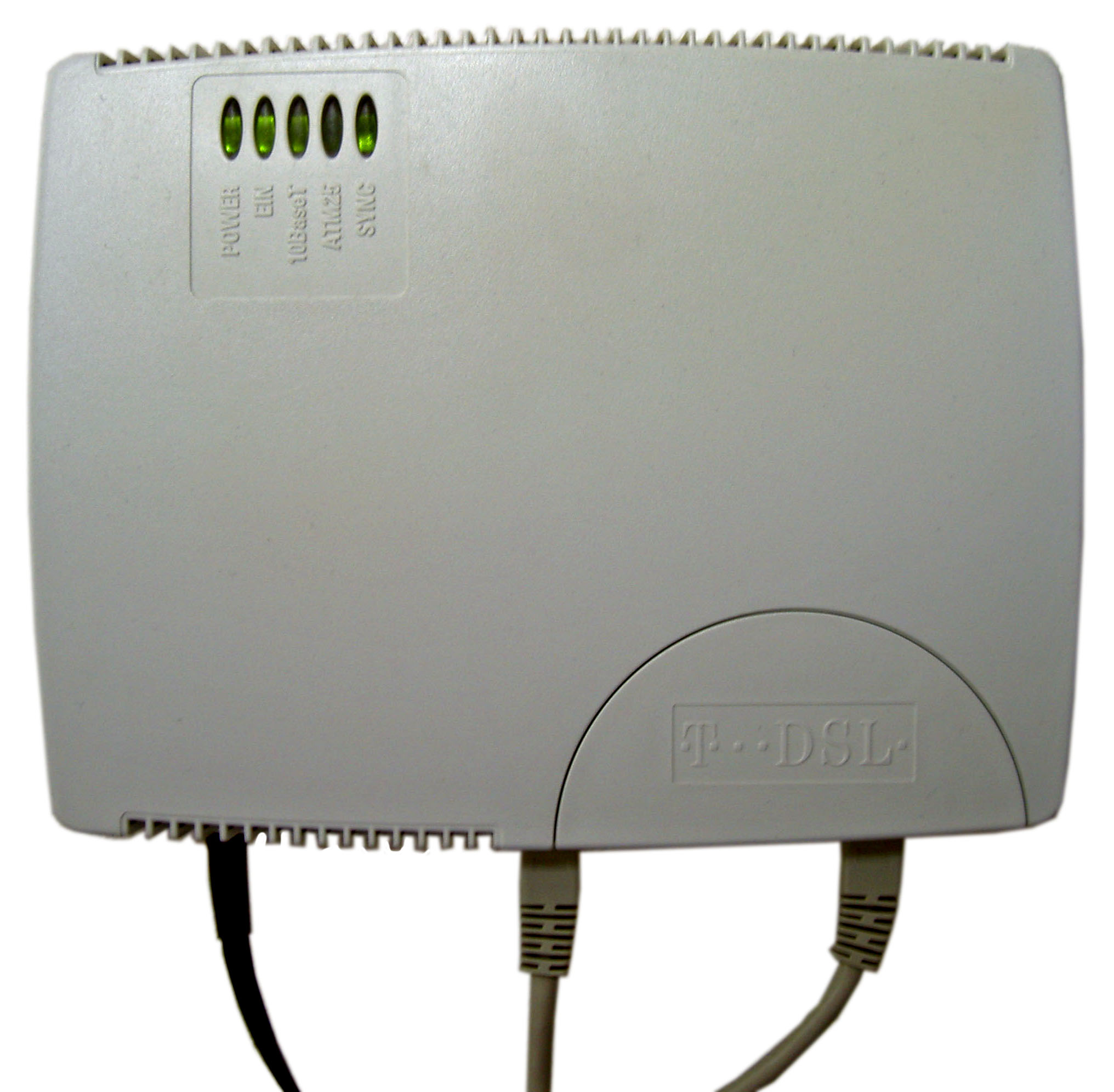
Modem DSL

Cyfrowa linia abonencka, DSL (od ang. digital subscriber line) – technologia cyfrowego szerokopasmowego dostępu do Internetu. Standardowa maksymalna prędkość odbierania danych waha się od 8 Mb/s do 52 Mb/s oraz od 1 Mb/s do 5 Mb/s dla prędkości wysyłania w zależności od stosowanej w danym kraju technologii DSL. Dla technologii ADSL prędkość wysyłania danych jest niższa od prędkości ich odbierania, natomiast prędkości te są symetryczne w technologii SDSL. Wynalazcą modemów DSL był Joseph W. Lechleitter, pracownik firmy Bellcore, który w latach osiemdziesiątych zademonstrował projekt budowy tych urządzeń.
Według szacunków firmy badawczej Point Topic pod koniec marca 2004 na całym świecie było 73,4 mln użytkowników dostępu do Internetu w technologii DSL – najwięcej w Niemczech (15 mln), Chinach (13,9 mln), Japonii (11 mln) i Stanach Zjednoczonych (10,5 mln). Według przeprowadzonego przez GUS badania wykorzystania technologii informacyjno-telekomunikacyjnych w gospodarstwach domowych i przez osoby prywatne w 2011 z szerokopasmowych połączeń internetowych w technologii DSL korzystało 3,4 mln gospodarstw domowych (27,3% wszystkich gospodarstw domowych w Polsce z przynajmniej jedną osobą w wieku 16–74 lata).

## Historia
Początek techniki DSL datuje się na 1988, kiedy pracownicy firmy Bellcore opracowali metodę transmisji sygnału cyfrowego przez niewykorzystywane pasmo wyższych częstotliwości dostępne na zwykłej linii telefonicznej łączącej centralę telefoniczną z lokalem abonenta. Technologia DSL umożliwia wykorzystanie istniejących linii telefonicznych do komunikacji cyfrowej i przesyłanie sygnału cyfrowego parą przewodów miedzianych zwykłej linii telefonicznej bez zakłócania usług głosowych. Jednakże operatorzy miejscowych central telefonicznych ILEC (ang. Incumbent Local Exchange Carries) nie byli entuzjastycznie nastawieni do DSL, według nich nie było opłacalne instalowanie drugiej linii telefonicznej dla klientów, którzy preferowali połączenie wdzwaniane (ang. dial-up), a szerokopasmowe łącza stałyby się konkurencją istniejącej już ISDN. Sytuacja zmieniła się w późnych latach dziewięćdziesiątych, kiedy operatorzy sieci telewizji kablowych rozpoczęli kampanię marketingową na rzecz szerokopasmowego dostępu do Internetu. ILEC uświadamiając sobie, że większość klientów wybiera dostęp szerokopasmowy, pospieszyli z udostępnianiem technologii DSL.
DSL jest główną konkurencją dla modemów kablowych zapewniającą szybki dostęp do Internetu użytkownikom domowym w Europie oraz Ameryce Północnej. W standardzie ADSL możliwa jest transmisja danych z prędkością 8 Mb/s na odległość 2 km przy użyciu skrętki przewodów miedzianych. W przypadku dalszych odległości widać wyraźny spadek maksymalnej przepustowości. Najnowszy standard VDSL2 daje możliwość przesyłania strumienia danych z prędkością do 200 Mb/s, w zależności od odległości do multipleksera dostępowego cyfrowych linii abonenckich DSLAM (ang. DSL Access Multiplexer).

## Działanie
Przyłącze lokalne publicznej komutowanej sieci telefonicznej (PSTN, ang. public switched telephone network) projektowane było dla komunikacji głosowej i sygnalizacji, w postaci najstarszych, podstawowych usług telefonicznych POTS (ang. plain old telephone service); pojęcie transmisji danych nie było wtedy znane. Z przyczyn ekonomicznych system telefoniczny przesyła sygnał mowy ograniczając zakres częstotliwości do przedziału pomiędzy 300 a 3400 Hz – taki zakres częstotliwości jest wystarczający do dobrego zrozumienia ludzkiej mowy. Usługi wykorzystujące modemy w sieci telefonicznej są ograniczone przepustowością kanału telefonicznego.
W lokalnych centralach telefonicznych mowa jest próbkowana z częstotliwością 8000 Hz, kodowana w formie 8-bitowego sygnału i przesyłana dalej w postaci strumienia danych 64 kb/s. Zgodnie z twierdzeniem o próbkowaniu pozwala to na przesyłanie sygnału o maksymalnej częstotliwości 4000 Hz. Ponieważ wyższe częstotliwości dźwięku nie niosą żadnych użytecznych informacji o mowie, więc nie są przepuszczane przez sieć telefoniczną (zostają odfiltrowane).
Przyłącze lokalne (miedziane) łączące centralę telefoniczną z większością abonentów jest zdolne do przesyłania częstotliwości wyższych niż wynoszący 3,4 kHz limit POTS. Limit ten może być wyższy w zależności od odległości i jakości przyłącza. Technologia DSL wykorzystuje to wyższe, nieużywane pasmo przyłącza poprzez tworzenie kanałów, o szerokości 4312,5 Hz każdy, zaczynających się pomiędzy 10 a 100 kHz, w zależności od konfiguracji systemu.
Przydział kanałów jest kontynuowany na wyższych i wyższych częstotliwościach (dla ADSL do 1,1 MHz) aż do czasu, gdy nowe kanały będą uznane za nienadające do użytku. Każdy kanał jest rozszerzony, aby nadawał się do użycia na więcej niż tylko jednej trasie, jak jest to w przypadku połączeń POTS. Więcej nadających się do użytku kanałów przyrównuje się do większego dostępnego pasma, dlatego ważnymi czynnikami są odległość i jakość linii. Pula nadających się do użycia kanałów jest rozdzielana na dwie grupy strumieni ruchu – wysyłania i odbierania – opartych na wstępnie skonfigurowanych proporcjach. W założonej grupie odrębne kanały są spajane w jedną parę cykli, każdy w innym kierunku. Podobnie jak analogowe modemy, nadajniki DSL stale monitorują jakość kanałów i w zależności od tego, czy dany kanał jest użyteczny, czy nie, są one dodawane lub usuwane.
Sukces komercyjny DSL i podobnych technologii w dużej mierze odzwierciedla fakt, iż w ostatnich dekadach, gdy urządzenia elektroniczne stają się szybsze i tańsze, koszty rozmieszczania (słupów, rowów etc.) nowego okablowania pozostają nadal wysokie. Technologia DSL stosuje złożone algorytmy przetwarzania sygnału cyfrowego w celu ominięcia fizycznych ograniczeń pary przewodów miedzianych (skrętki). Nie tak dawno koszt podobnej instalacji mógłby być ogromny, ale dzięki technologii VLSI koszt instalacji DSL na istniejących przyłączach lokalnych, z multiplekserem DSLAM na jednym końcu i modemem DSL na drugim, wymaga mniejszej ilości nakładów od tych, jakie pociągnęłaby instalacja światłowodu.
Technologia DSL może być stosowana w większości mieszkań i małych biur. Odpowiednie filtry umożliwiają jednoczesne działanie usług telefonicznych oraz DSL. Modem DSL może korzystać z tej samej linii abonenckiej co urządzenia komunikacji oparte na POTS, włączając faksy i modemy analogowe. W tym samym czasie tylko jeden modem DSL może używać linii abonenta. Standardową metodą udostępniania DSL wielu komputerom w tym samym lokalu jest użycie routera, który nawiązuje połączenie między siecią DSL a siecią lokalną Ethernet lub wi-fi.
Kanały strumieni wysyłania i odbierania są używane do nawiązania połączenia między abonentem a dostawcą usług internetowych.

## Wyposażenie
Abonent instaluje w lokalu modem DSL. Ten nawiązuje i utrzymuje połączenie pomiędzy centralą DSLAM a komputerem użytkownika (zazwyczaj po magistrali RS232, USB lub sieci lokalnej Ethernet)
W początkowych okresach działania usługi DSL instalacja wymagała wizyty technika w lokalu abonenta. Rozdzielacz sygnału (filtr dolnoprzepustowy) był instalowany blisko punktu rozgraniczenia, z którym instalowana była wydzielona linia. Dziś wielu dostawców DSL oferuje abonentowi zestaw – modem z instrukcjami do samodzielnego montażu. Do prawidłowego działania usługi wymagane jest wpięcie filtru DSL w każde gniazdo telefoniczne z wyjątkiem tego, do którego podłączony będzie modem. Filtr dolnoprzepustowy tłumi częstotliwości powyżej pasma użytkowego dla telefonów, czyli 4 kHz. Zapobiega to zakłócania sygnału cyfrowego DSL przez wyższe harmoniczne sygnału rozmownego. Jednocześnie modem DSL posiada na wejściu filtr górnoprzepustowy, który wycina pasmo rozmowne oraz w standardzie B pasmo systemu ISDN, który również może pracować na jednej linii z systemem DSL.
W centrali telefonicznej sygnał jest również separowany. Sygnał cyfrowy kierowany jest do karty modemowej, a następnie do multipleksera, który kończy cykle DSL sumując je i przekazuje do kolejnego transportu.

## Protokoły i konfiguracje
Wiele technik DSL na tym samym połączeniu wprowadza, przez niskopoziomową warstwę strumienia danych, warstwę ATM do adaptacji liczby różniących się technologii.
Implementacje DSL mogą tworzyć sieci mostowe. W takiej konfiguracji grupa komputerów abonenta efektywnie łączy się w pojedynczą podsieć. Wcześniej implementacje używały protokołu DHCP, który umożliwia uzyskanie od serwera danych konfiguracyjnych takich jak adres IP abonenta z uwierzytelnieniem przez adres MAC czy przydzieloną nazwę hosta. Późniejsze implementacje często używają protokołu połączenia punkt-punkt przez Ethernet lub ATM (PPPoE lub PPPoA).

## Przykłady technologii DSL
xDSL (ang. X digital subscriber line) to zbiorowe określenie wszystkich technologii cyfrowych linii abonenckich, używających wielu schematów modulacji w transmisji danych przez symetryczne linie miedziane. Pierwszy x w nazwie jest zamiennikiem początkowej litery, pod którą ukrywa się dana specyfikacja. W jej skład wchodzą takie technologie jak:
- ISDN – Integrated Services Digital Network (standard cyfrowej linii telefonicznej z której wyłoniła się technologia DSL)
- IDSL – ISDN digital subscriber line (wariant ISDN)
- ADSL – (asymmetric DSL), asymetryczna cyfrowa linia abonencka. Wykorzystuje do przesyłania danych tradycyjne miedziane linie telefoniczne, umożliwiając bardzo szybkie połączenie z internetem (ADSL określa się również mianem cyfrowej linii telefonicznej). W standardzie ADSL, połączenie od użytkownika do serwera odbywa się ze średnią prędkością 640 kb/s, natomiast w drugą stronę – od serwera do użytkownika – sięga już 15 Mb/s. ADSL wymaga zastosowania specjalnych urządzeń rozmieszczonych w niewielkich odległościach od użytkowników oraz specjalnych modemów.
- HDSL – high-bit-rate digital subscriber line, szybka cyfrowa pętla abonencka, rozwiązanie to stosowane jest głównie w Europie (i częściowo również w Polsce). Pozwala na połączenie z siecią z szybkością 2 Mb/s w obydwu kierunkach. Wymaga jednak dwóch par kablowych. Modemy HDSL stosuje TP SA w sieci Polpak-T (dostęp bezpośredni z szybkością transmisji do 2 Mb/s i z użyciem protokołu Frame Relay).
- RADSL – rate-adaptive digital subscriber line, wersja ADSL. Umożliwia automatyczne dopasowanie się współpracujących modemów do lokalnych warunków i maksymalne ich wykorzystanie. Jest jeszcze w fazie badań laboratoryjnych.
- SDSL – symmetric digital subscriber line (single-line DSL), „pojedynczy” i znacznie wolniejszy HDSL. Przekaz odbywa się w obydwu kierunkach z prędkością 768 kb/s. Zaletą SDSL jest jednak to, że potrzebuje tylko jednej miedzianej pary w kablu.
- VDSL – very-high-bit-rate digital subscriber line, ITU G.993.1, bardzo szybkie rozwinięcie ADSL umożliwiające uzyskanie prędkości do 52 Mb/s i 16 Mb/s od użytkownika. Działa jednak tylko na bardzo krótkich odcinkach – średnio do 1300 m
- VDSL2 – ITU G.993.2, Rozwinięcie technologii VDSL, nawet do 250 Mb/s pobierania, oraz do 100 Mb/s wysyłania na odcinku do 50 m.
- G.SHDSL (ITU-T)
- skyDSL – łącze satelitarne używające jako kanału zwrotnego połączenia telefonicznego, GPRS lub innego klasycznego łącza internetowego.
- CDSL (określana też jako lite DSL lub G.Lite) – technika ta może zdobyć popularność wśród użytkowników prywatnych o niezbyt wygórowanych wymaganiach co do prędkości przekazu. Nie wykorzystuje szerokich pasm, przez co jej transmisja jest wolniejsza: „do” użytkownika wynosi 1 Mb/s, „od” niego 128 kb/s.

ADSL to obecnie najbardziej rozpowszechniona forma dostępu do Internetu w Polsce. Transmisja z wykorzystaniem technologii VDSL2 jest stopniowo wdrażana.